# Christian Walder
Christian Walder (* 31. August 1991 in Villach) ist ein österreichischer Skirennläufer. Seine Stärken liegen in den schnellen Disziplinen Abfahrt und Super-G.

## Biografie
Walder bestritt sein erstes Europacuprennen am 4. Dezember 2008 im Super-G auf der Reiteralm. Am 9. Februar 2013 wurde er im Super-G von La Thuile hinter dem Norweger Aleksander Aamodt Kilde Zweiter. Es war seine erste Podiumsplatzierung im Europacup. Seinen ersten Sieg konnte er am 24. Januar 2014 in der Abfahrt von Val-d’Isère feiern.
Sein Weltcupdebüt gab Walder am 18. Dezember 2015 im Super-G von Gröden, wo er nicht ins Ziel kam. Bereits bei seinem dritten Weltcup-Super-G konnte er sich mit Platz 29 in (27. Februar in Hinterstoder) erstmals in den Punkterängen platzieren. In diesem Winter gewann er im Europacup je eine Abfahrt und einen Super-G, hinzu kamen zwei dritte Plätze. Darüber hinaus entschied er die Europacup-Abfahrtswertung für sich, während er den ersten Platz in der Gesamtwertung um zwei Punkte verpasste. Auch die Saison 2016/17, in der er vierzehnmal zum Einsatz kam, begann vorerst verhalten, im viertletzten Rennen war er mit Rang 16 (28. Januar in Garmisch-Partenkirchen) erstmals in den Top 20; am besten lief es ihm zum Abschluss in Kvitfjell, wo er in der ersten der beiden Abfahrten Dreizehnter und im Schlussrennen, dem Super-G, Elfter wurde (und die Top 10 um zwei Hundertstel verpasste). Mit 84 Punkten belegte er im Weltcup-Gesamtranking Platz 76.
Bei einem Trainingssturz auf der Reiteralm am 23. März 2017 erlitt Walder einen Riss des vorderen Kreuzbandes im linken Knie und wurde noch am selben Tag operiert. Fünf Monate nach seiner Verletzung konnte Walder wieder fahren und gab beim freien Skifahren in Zermatt sein Comeback. In der Saison 2017/18 verbesserte er sich mit 111 Punkten gegenüber dem Vorjahr im Weltcup-Gesamtranking um 20 Plätze und belegte Platz 56; in der Saison 2018/19 gewann er 128 Punkte und wurde in der Gesamtwertung 57.
Am 12. Dezember 2020 gelang Walder die erste Weltcup-Podestplatzierung, als er im Super-G von Val-d’Isère den dritten Platz belegte. In der Weltcup-Saison holte er mit 147 Punkten in der Gesamtwertung das bisher beste Ergebnis seiner Laufbahn.

## Erfolge

### Weltcup
- 6 Platzierungen unter den besten zehn, davon 1 Podestplatz

### Weltcupwertungen
| Saison  | Gesamt | Gesamt | Abfahrt | Abfahrt | Super-G | Super-G | Kombination | Kombination |
| Saison  | Platz  | Punkte | Platz   | Punkte  | Platz   | Punkte  | Platz       | Punkte      |
| ------- | ------ | ------ | ------- | ------- | ------- | ------- | ----------- | ----------- |
| 2015/16 | 157.   | 2      | –       | –       | 58.     | 2       | –           | –           |
| 2016/17 | 76.    | 84     | 32.     | 45      | 29.     | 32      | 37.         | 7           |
| 2017/18 | 56.    | 111    | 33.     | 29      | 18.     | 82      | –           | –           |
| 2018/19 | 57.    | 128    | 29.     | 41      | 18.     | 87      | –           | –           |
| 2019/20 | 68.    | 127    | 38.     | 33      | 14.     | 94      | –           | –           |
| 2020/21 | 58.    | 147    | 53.     | 2       | 8.      | 145     | –           | –           |
| 2021/22 | 84.    | 67     | 46.     | 14      | 29.     | 53      | –           | –           |
| 2022/23 | 160.   | 1      | -       | -       | 67.     | 1       | –           | –           |

### Europacup
- Saison 2013/14: 8. Gesamtwertung, 7. Abfahrtswertung, 8. Super-G-Wertung
- Saison 2015/16: 2. Gesamtwertung, 1. Abfahrtswertung, 3. Super-G-Wertung, 3. Kombinationswertung
- Saison 2016/17: 7. Super-G-Wertung
- 15 Podestplätze, davon 5 Siege:

| Datum             | Ort                  | Land       | Disziplin |
| ----------------- | -------------------- | ---------- | --------- |
| 24. Januar 2014   | Val-d’Isère          | Frankreich | Abfahrt   |
| 11. Dezember 2015 | Sölden               | Österreich | Super-G   |
| 10. März 2016     | Saalbach-Hinterglemm | Österreich | Abfahrt   |
| 20. Februar 2017  | Sarntal              | Italien    | Super-G   |
| 23. Februar 2018  | Sarntal              | Italien    | Super-G   |

### Weitere Erfolge
- 6 Siege in FIS-Rennen

## Privates
Walder war bis 2022 knapp zehn Jahre lang mit der Skirennläuferin Cornelia Hütter liiert. Seit 2023 ist er in einer Beziehung mit der Skirennläuferin Stephanie Venier.